# Сонячна Долина (село)
Со́нячна Доли́на  (до 1945 року — Коз; крим. Qoz) — село в Україні, у складі Феодосійського району Автономної Республіки Крим.

## Географія
Село розташоване приблизно за 1,5 км на південь від дороги, що з'єднує Судак і Феодосію через Коктебель і Щебетовку, приблизно на однаковій відстані від Щебетовки і Судака. Селище відділене від цієї дороги невеликим хребтом Ечки-Даг, що захищає селище з півночі. Селище віддалене від морського узбережжя, де розташоване невелике село Прибережне приблизно за 3 км. Село розташоване на пересихаючому струмку Коз, однойменному зі старою назвою села. Південніше селища починається ненаселена пустельна місцевість, утворює мис Меганом.

## Історія
У селищі розташована церква Іллі Пророка, побудована ще за часів візантійського панування на південному узбережжі Криму — найдавніший із збережених у Криму храмів візантійського стилю, який був збудований у IX—XII століттях. Головна реліквія храму — мармурова купіль IV—V століття, зроблена з капітелі античної колони, нібито привезеної з Константинополя.
Вперше у доступних джерелах Коз зустрічаються на венеціанській карті VIII століття.
За часів генуезців село Козо (лат. cazale Coxii; de Cozo) входило в солдайське консульство. Воно згадується в договорі Генуї з Еліас-Беєм Солхатським 1381 року. У документах згадуються вихідці з Коз — Сава і Георгіо (лат. Sava de Cozo; Georgio de lo Cozo) які протягом 1380—1381 років служили на одній з галей Генуезької республіки.
Після захоплення генуезських володінь османами в 1475 році Коз входить до Судацького кадилика османського санджака Кефе.
Село зустрічається в «Османському реєстрі земельних володінь Південного Криму 1680-х років», за яким Козлар входив до Судакського кадилка еялета Кефе і належав, як зеамет, ханському катібу (секретарю). Загалом у селі згадано 54 землевласники, з яких 13 «іновірців», які володіли 2662 дьонюмами землі.
У 1775 році «наказовим актом» Шахін-Ґерая село було включено в Кримське ханство у складі Судакського кадилика Кефінського каймаканства. В 1778 російською армією християни з села були насильно виселені в Приазов'ї. По «Відомості про виведених із Криму в Приазов'ї християн» А. В. Суворова від 18 вересня 1778 з села Коз виселено 74 уруми (38 чоловіків і 36 жінок), за іншими даними 14 сімей (74 особи).

У 1783 році село разом з усім Кримським ханством було анексовано російською імперією. У праці Петера-Симона Палласа «Спостереження, зроблені під час подорожі південними намісництвами Російської держави у 1793—1794 роках» село описується:
Населення долини Кооза ще й нині досить значне. До виселення тут було багато греків, які займалися культурою винограду, і ще видно їх будинки, що зруйнувалися. У селі є і грецька церква на висоті, що розділяє верхів'я долин, так само як і красива мечеть з восьмикутною вежею або мінаретом, добре побудованим з цегли. Раніше були в селі і кілька добрих фонтанів, з них деякі нині пересохли. Побудови мешканцям їхніх будинків та огорож виноградників обкладаються штучним каменем, удосталь видобувається в сусідніх горах… Тут виноград визріває раніше [ніж у Судакській долині] і дає сусло, міцніше і солодке; незважаючи на те, вино в Коозі поступається судазькому щодо тонкості смаку та тривалості збереження…
У 1804 році в урочищі Ачікляр було організовано Судакське училище, де готувалися фахівці з виноградарства, виноробства та бондарної справи. Для потреб училища було відведено землі по 30 десятин у Судакській та Козькій долинах та казенні сади: у Судаку — 19 та Козах — 10 десятин.
За Відомістю про кількість селищ, назви оних, у них дворів … що у Феодосійському повіті від 14 жовтня 1805 року, в селі Коз було 15 дворів і 80 жителів, виключно кримських татар. Відповідно до «Списку населених місць Таврійської губернії за даними 1864 року», складеному за результатами VIII ревізії 1864 року, Коз (Кози) — володарське та общинне кримськотатарське село з 83 дворами, 428 жителями, православною церквою та мечеттю при струмку Касані.
За переписом 1897 року кількість мешканців зросла до 911 особи (484 чоловічої статі та 427 — жіночої), з яких , 864 — магометанської
Згідно зі Списком населених пунктів Кримської АРСР за Всесоюзним переписом 17 грудня 1926 року, в селі Кози числилося 215 дворів, з них 210 селянських, населення становило 786 осіб: 677 кримських татар, 65 українців, 22 росіян, 10 греків, 3 білоруси, 1 чех, 4 записані у графі «інші», діяла татарська школа.

У путівнику 1929 року «Крим» село описано:
На 42 км від Феодосії відходить ліворуч дорога до села Кози, як на долоні видно з шосе. Це гірське татарське село, яке ще зберегло значною мірою своєрідний первісний стиль, з плоскими глиняними покрівлями та старовинною мечеттю..
У 1944 році практично всі жителі села були депортовані, а в вересні цього ж року в район було переселено 2469 сімей зі Ставропольского та Краснодарського країв РСФСР. В 1945 році село було перейменовано на Лагерне, а в 1960-х — на Сонячна Долина.
2003 року у селі побудована мечеть Коз Джамісі.

## Промисловість
У селі розташовано винзавод, що працює під торговою маркою «Сонячна долина». Гордість місцевих виноробів — червоне десертне вино «Чорний доктор», при виробництві якого використовуються місцеві автентичні сорти винограду. Обсяг виробництва обмежений кількістю місцевої сировини.